# Aktion Transsexualität und Menschenrecht
Der Verein Aktion Transsexualität und Menschenrecht e.V. (ATME) ist eine gemeinnützige Interessenorganisation, die sich nach Eigenbeschreibung für den Schutz und die Menschenrechte transsexueller Menschen in Deutschland einsetzt. ATME kämpft demnach auch für ein Ende der Diskriminierung auf Grund der geschlechtlichen Identität und finanziert sich aus Mitgliedsbeiträgen und Spenden.

## Geschichte und Beschreibung
Im Jahr 2007 wurde die Initiative Transsexualität und Menschenrecht von transsexuellen Aktivistinnen gegründet. Mit Gründungsdatum 1. April 2008 ist daraus der Verein Aktion Transsexualität und Menschenrecht e.V. hervorgegangen, gegründet von Christina „Tina“ Schieferdecker und Kim Schicklang. Die ATME entstand demnach, nachdem das Deutsche Institut für Menschenrechte die Transgruppen dazu aufrief, „einen Bericht über die Situation transsexueller Menschen in Deutschland zu verfassen“ und sei „die einzige Organisation“ gewesen, die sich sowohl 2007 als auch 2009 daran beteiligt und „alle uns bekannten Organisationen mehrfach“ angeschrieben habe, wobei „niemand […] Interesse [hatte] sich zur Situation transsexueller Menschen in Deutschland offen zu äußern.“
Als Leitbild wird angeführt, dass die Transsexualität eine körperlich-biologische Veranlagung unabhängig von der Geschlechtsidentität sei. ATME gilt in Folge dieses inversen Ansatzes als prominentes Beispiel der Transsexuellenbewegung. Aus bewegungssoziologischer Perspektive wird ATME e.V. einer zweiten, nicht-queertheortisch beeinflussten Strömung zugerechnet. Stattdessen basiere das ATME-Konzept „auf Annahmen des neurobiologischen Geschlechterdiskurses“; die Begriffsverwendung unterscheide sich auch von der Begriffsverwendung der der Sexualwissenschaft.
Neben politischen Kampagnen und Initiativen veröffentlicht der Verein den Alternativen Menschenrechtsbericht zur Lage transsexueller Menschen in Deutschland.
Einer Beschreibung der Eberhard-Schultz-Stiftung für soziale Menschenrechte und Partizipation aus dem Jahr 2015 entsprechend sei ATME eine Organisation, die sich „für die Rechte transsexueller Menschen einsetzt und u.a. die UN-Sessions zur Gleichstellung von Frauen (CEDAW), dem UN-Sozialpakt und UPR mit Menschenrechtsberichten und Oral Statements begleitet hat.“

## Kampagnen und Initiativen

### ATME gegen „Die Orsons“
Im September 2012 hatte ATME gemeinsam mit der betroffenen transsexuellen Frau Monika Strub rechtliche Schritte gegen die Hip-Hop-Band Die Orsons eingeleitet. Nach damaliger Meinung von ATME würde der Song Horst und Monika, mit dem die Orsons gemeinsam mit dem Rapper Cro beim Bundesvision Song Contest 2012 als Beitrag für das Saarland angetreten waren, transphobe Textstellen enthalten und würde somit Transsexuelle herabwürdigen. Nach einer persönlichen Aussprache zwischen den Beteiligten veröffentlichte die Gruppe auf ihrem Facebook-Profil einen Eintrag, in dem sie sich „für das tolle Gespräch, das [sie] geführt haben [bedanken]“ und sich darin entschuldigen, sowie den Hintergrund ihres Textes erklären:

„… Mit dem Lied Horst&Monika haben wir zu keinem Zeitpunkt beabsichtigt, irgendjemanden zu beleidigen oder gar zu demütigen. Wenn dies gegen unsere ausdrückliche Absicht dennoch passiert sein sollte, bitten wir um Verzeihung.
Das Stilmittel einer teilweise vereinfachenden, karikierenden Darstellung der so komplexen und sensiblen Themen wie Transsexualität und Geschlechtsoperationen haben wir bewusst gewählt, um diese uns als unglaublich wertvoll erscheinende und inspirierende Wandlung einem größtmöglichen Publikum zugänglich zu machen. Wir begrüßen die Diskussion darüber, die nun mit eurer Unterstützung stattfinden kann.“

### Ich bin nicht krank…
Mit dem Weckruf: „Transsexualität ist keine psychische Krankheit! Ich bin nicht krank, ich bin großartig“ hat ATME gemeinsam mit der spanischen LGBT-Organisation FELGTB eine Kampagne gegen die Diskriminierung transsexueller Menschen durch die Weltgesundheitsorganisation initiiert. Ziel ist, dass Transsexualität von der Liste der psychischen Krankheiten gestrichen wird.

### Stuttgarter Erklärung
Die Stuttgarter Erklärung von 2015 ist eine ATME-Initiative, gefördert und unterstützt unter anderem von der Eberhard-Schultz-Stiftung für soziale Menschenrechte und Partizipation und gibt alternative Behandlungsempfehlungen für den Umgang des Gesundheitssystems mit transsexuellen und intersexuellen Menschen. Prominente Unterstützer waren unter anderem Heiner Bielefeldt, Karl-Heinz Brunner, Andrej Hunko, Ulla Jelpke, Stefan Kaufmann, Renate Kirchhoff, Brigitte Lösch, Harald Petzold, Susann Rüthrich und Ute Vogt.

### Publikation
- Transsexuelle Menschen in Deutschland. Ein Menschenrechtsbericht zum Staatenbericht der Bundesrepublik Deutschland, Ludwigsburg 2008 ff.

### Veranstaltung
- Jens S. Achtert: werde was du bist oder die lange geschichte des „trans“ - ein filmischer versuch einer dokumentation. Podiumsdiskussion im Stuttgarter Theaterhaus am 30. Juli 2010 neben den beiden ATME-Vertreterinnen Christina „Tina“ Schieferdecker und Kim Schicklang mit Balian Buschbaum, Ute Vogt (SPD), Stefan Kaufmann (CDU), Ingrid Hönlinger (Die Grünen) und Flu Bäuerle (Amnesty International).[16]